# John A. Russo
John A. Russo (n. 1939), cunoscut și sub numele Jack Russo și John Russo, este un regizor de film american, cel mai mult cunoscut pentru implicarea sa în filmul Noaptea morților vii. Ca și scriitor, a scris scenariile filmelor Noaptea morților vii (în colaborare cu George A. Romero, The Majorettes, Midnight și Santa Claws, ultimele două regizându-le. A avut roluri mici ca actor, interpretând un zombi în Noaptea morților vii și având roluri episodice în There's Always Vanilla și House of Frankestein.

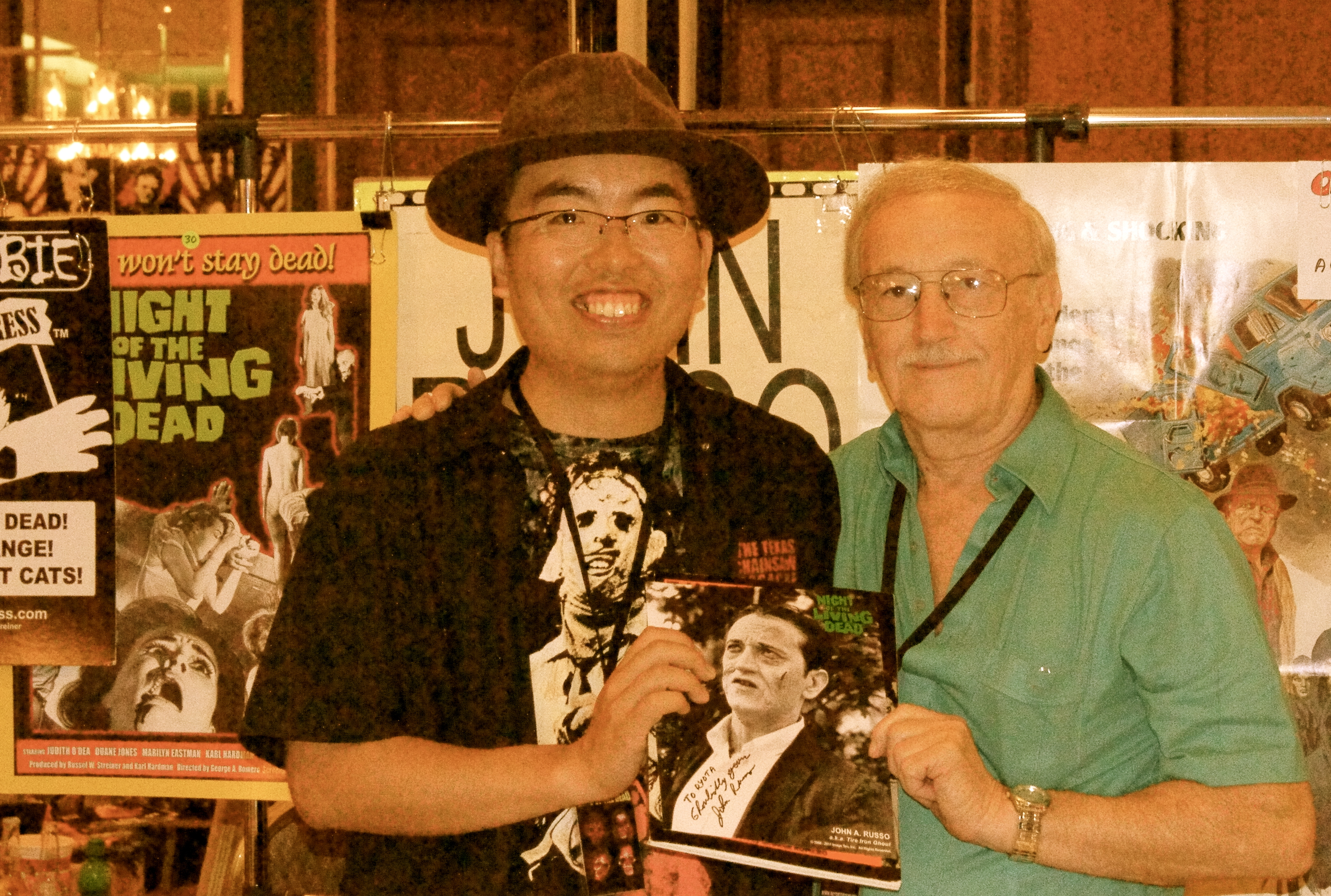
John A. Russo

## Filmografie

### Ca scenarist și regizor
- Escape of the Living Dead (2005) (serie de benzi desenate)
- Saloonatics (2002)
- Santa Claws (1996) (as John Russo)
  - altă denumire  'Tis the Season
- Scream Queens' Naked Christmas (1996)
  - altă denumire Naked Christmas (USA)
- Heartstopper (1993)
  - altă denumire Dark Craving
- Midnight 2 (1993)
  - altă denumire Midnight 2: Sex, Death and Videotape
- Midnight (1982) (și roman)
  - altă denumire Backwoods Massacre
- The Booby Hatch (1976) (scenariu) (poveste)
  - altă denumire Dirty Book Store
  - altă denumire The Liberation of Cherry Janowski

### Doar ca scenarist
- Voodoo Dawn (1990)
  - altă denumire Strange Turf (USA)
- The Majorettes (1986) (și roman) (ca John Russo)
  - altă denumire One by One
- Night of the Living Dead (1968) (scenariu; co-scris de George A. Romero) (ca John Russo)
  - altă denumire Night of Anubis
  - altă denumire Night of the Flesh Eaters

### Doar ca regizor
- Scream Queens Swimsuit Sensations (1992) (V) (ca John Russo)

### Doar ca actor
- House of Frankenstein 1997 (1997) (miniserial) .... Honor Guard
- Santa Claws (1996) (ca  John Russo) .... Detectiv 
  - altă denumire  'Tis the Season
- The Inheritor (1990) .... rol necunoscut
- The Majorettes (1986) (ca John Russo) .... Coroner (Dr. Gibson)
  - altă denumire One by One
- There's Always Vanilla (1971) (nemenționat) .... producător de muzică
  - altă denumire The Affair
- Night of the Living Dead (1968) (nemenționat) .... reporter militar la Washington/Zombie în casă